# Wohlfahrtia bella
Wohlfahrtia bella är en tvåvingeart som först beskrevs av Macquart 1839.  Wohlfahrtia bella ingår i släktet Wohlfahrtia och familjen köttflugor.
Artens utbredningsområde är Kanarieöarna. Inga underarter finns listade i Catalogue of Life.